# Drugi pokój

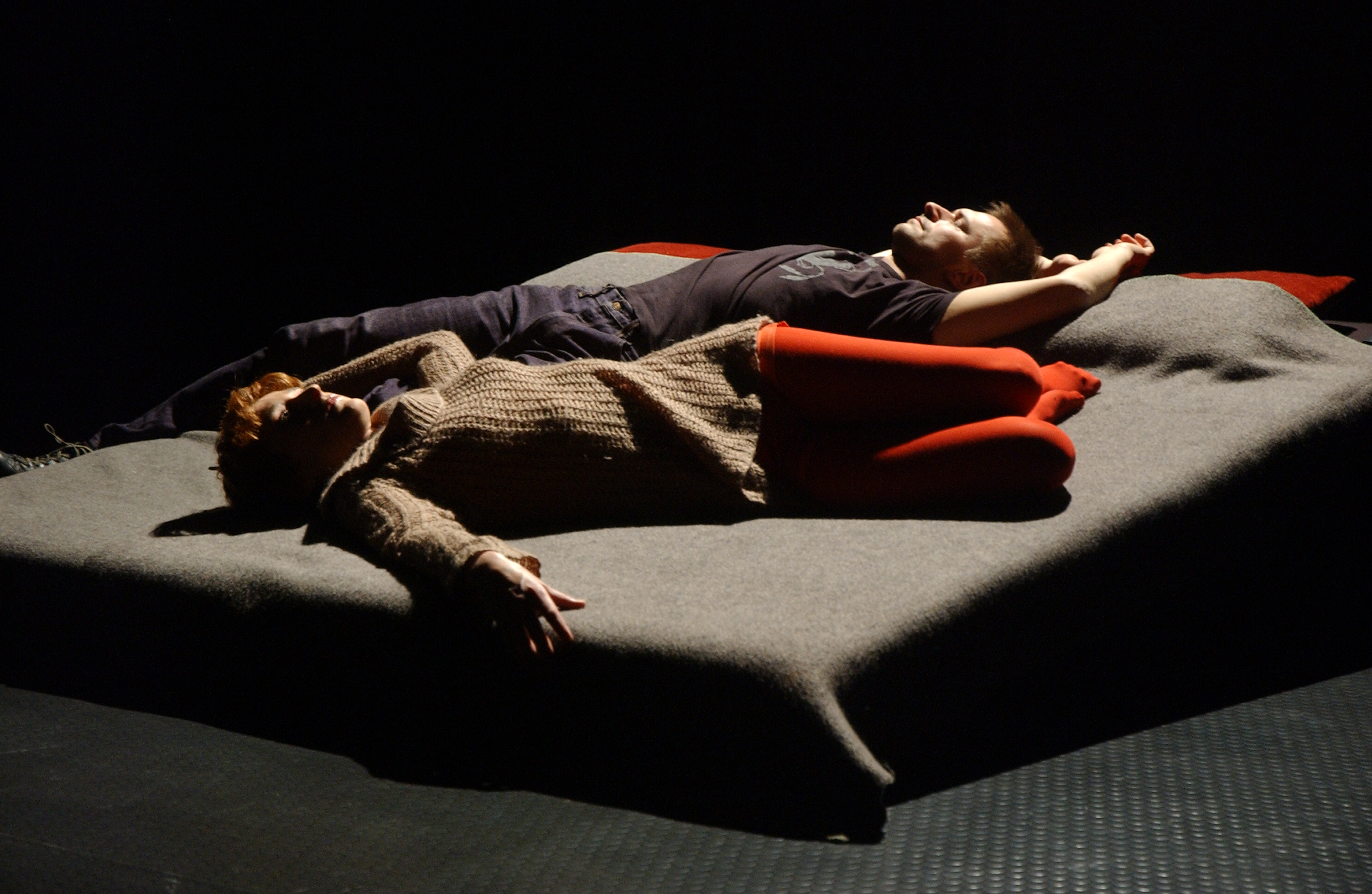
,,Drugi pokój" - inscenizacja teatralna teatru tm

Drugi pokój – dramat autorstwa Zbigniewa Herberta, nagrodzony III Nagrodą Polskiego Radia w 1958 roku i opublikowany w tym samym czasie w miesięczniku teatralnym „Dialog” (nr 4). Wraz z trzema innymi dramatami - "Jaskinia filozofów" (1956) "Rekonstrukcja poety" (1960) i "Lalek" (1961), a potem także z „Listami naszych czytelników”- ,,Drugi pokój" znalazł się w zbiorowej publikacji ,,Dramaty", wydanej w 1970 roku.

## Streszczenie fabuły
Akcja dramatu rozgrywa się w latach 50. XX wieku. Młode małżeństwo otrzymuje od starszej pani pomoc w postaci pokoju. Młodzi ludzie cierpią jednak niewygody. Obok, w drugim pokoju, mieszka owa starsza kobieta. Przestrzeń, którą zajmuje, jest marzeniem młodych. Straszą kobietę fałszywym pismem z urzędu – nakazem opuszczenia lokalu. Następnie nasłuchują oznak życia lokatorki, nie przekraczając jednak progu drugiego pokoju. Po śmierci sąsiadki planują przejęcie pokoju i remont. Dialogi są żywe, pełne aforyzmowych wypowiedzi, budują napięcie psychologiczne między małżonkami. Młodzi reprezentują symboliczną parę nowoczesnych ludzi – wykorzenionych, bezwzględnych w osiąganiu celu, pozbawionych głębszej refleksji nad światem i swoimi czynami. Śmierć wydarza się tuż obok nich, wydźwięk dramatu jest okrutny.

## Inscenizacje i słuchowiska
1958 - 19 marca odbyła się radiowa premiera słuchowiska o takim samym tytule w reżyserii Janusza Warneckiego, wyprodukowana przez Komitet ds. Radia i Telewizji dla Teatru Polskiego Radia. Czas: 21:50. Realizacja: Halina Machayówna. Asystent reżysera: Juliusz Owidzki. Obsada: Ona - Janina Traczykówna, On - Tadeusz Łomnicki.
1958 - 24 kwietnia, słuchowisko radiowe, producent i reżyser: jak wyżej. Obsada: Ona - Halina Mikołajska, On - Wieńczysław Gliński.
1958 - 15 września, Teatr im. Stefana Żeromskiego, Kielce-Radom. Reżyseria: Irena Byrska. Obsada: Ona - Anna Ciepielewska, On: Stanisław Niwiński.
1961 - 6 lutego, Teatr Dramatyczny, Warszawa. Reżyseria: Lucyna Tychowa. Scenografia: Aniela Wojciechowska. Obsada: Ona - Elżbieta Czyżewska, On - Mieczysław Stoor.
Grane z innymi utworami Zbigniewa Herberta - ,,Rekonstrukcją poety" i ,,Jaskinią filozofów".
1962 - 18 lutego, Teatr Rapsodyczny, Kraków. Jako część spektaklu ,,Gabinet śmiechu" złożonego z utworów Zbigniewa Herberta i Stanisława Kowalewskiego. Reżyseria: Tadeusz Malak, muzyka - Andrzej Kurylewicz. Obsada: Ona - Krystyna Serusiówna, On: Bogdan Gładkowski.
1962 - 31 maja, Teatr im. Juliusza Osterwy, Lublin. Reżyseria i opracowanie muzyczne: Jarosław Strzemień, scenografia - Jerzy Torończyk.
1964 - 3 grudnia, Teatr im. Juliusza Osterwy, Gorzów Wielkopolski. Reżyseria: Irena Byrska. Grane z ,,Jaskinią filozofów". Obsada: Ona - Asja Łamtiugina, On - Edward Lubaszenko.
1965 - 31 marca, Teatry Dramatyczne, Wrocław. Reżyseria: Witold Skaruch. Obsada: Ona - Halina Piechowska, On - Romuald Szejd. Grane razem z "Lalkiem".
1970 - 4 października, Teatr Telewizji. Reżyseria: Roman Załuski. Obsada: Ona - Joanna Jędryka, On - Ignacy Gogolewski.
1983 - 30 kwietnia, Teatr Ochoty - Ośrodek Kultury Teatralnej, Warszawa. Reżyseria: Andrzej Możdżonek. Obsada: Ona - Bożena Stryjkówna, On - Tomasz Mędrzak.
1984 - 3 października, Słupski Teatr Dramatyczny, Słupsk. Reżyseria: Jowita Pieńkiewicz. Obsada: Ona - Anna Janiak, On - Cezary Ilczyna. Grane razem z ,,Rekonstrukcją poety".
1990 - 23 sierpnia, Teatr Telewizji. Reżyseria: Andrzej Titkow. Obsada: Ona - Marta Klubowicz-Różycka, On - Zbigniew Konopka.
1993 - 4 czerwca, Teatr Polskiego Radia. Reżyseria: Waldemar Modestowicz. Obsada: Ona - Joanna Trzepiecińska, On - Jarosław Gajewski.
1998 - 21 listopada, Tarnowski Teatr im. Ludwika Solskiego, Tarnów. Reżyseria: Stanisław Świder. Obsada: Ona - Beata Pszeniczna, On - Jan Mancewicz.
2002 - 10 września, Akademia Teatralna, Warszawa. Reżyseria: Anna Kękuś.
2005 - 4 września reż. Paweł Kamza.
2006 - 27 września, Teatr Ochoty - Ośrodek Kultury Teatralnej, Warszawa. Reżyseria: Tomasz Mędrzak.
2008 - 30 kwietnia,Teatr 2.Strefa, Warszawa. Reżyseria: Sylwester Biraga.
2008 - 9 czerwca Teatr Konsekwentny, Warszawa. Reżyseria: Szczepan Szczykno.
2008 - 20 września, Teatr im. Adama Mickiewicza, Częstochowa. Reżyseria: Anna Kękuś-Poks.
2008 - 21 września, Fabryka Sztuki, Łódź. Reżyseria: Paweł Passini.
2008 - 12 grudnia, Teatr Dramatyczny im. Jerzego Szaniawskiego, Płock. Reżyseria: Jacek Mąka.
2008 - 30 grudnia, Unia Teatr Niemożliwy, Warszawa. Reżyseria: Anna Dorota Dąbek.
2009 - 28 marca, Teatr tm, Warszawa. Reżyseria: Tomasz Mędrzak.
2011 - 8 grudnia, Teatr tm, Warszawa. Reżyseria: Tomasz Mędrzak. Obsada: Ona - Agnieszka Sitek, On - Tomasz Mędrzak.
2016 - 25 października, 30 grudnia, Grupa teatralna ,,Bez Nazwy", Miejskie Centrum Kultury i Sztuki w Pułtusku. Reżyseria: Krzysztof Turek. Obsada: Ona - Julia Górska, On - Michał Turek.